# Hip Hop TV
Hip Hop TV – polskojęzyczna stacja telewizyjna o charakterze muzycznym, istniejąca w latach 2016–2017. Pierwszy polski kanał telewizyjny poświęcony muzyce hip-hop.

## Historia
Kanał rozpoczął działalność 23 marca 2016 roku po godz. 18:00, zastępując przekaz Test1 na transponderze TVN. Dyrektorem programowym stacji został Tomasz „CNE” Kleyff. 21 października 2016 roku na antenie kanału zadebiutowała lista przebojów Dycha sztosów, której prowadzącym został Jakub „Flint” Nowak, natomiast 26 października tego samego roku stacja rozpoczęła emisję programu Rela[K]cja, którego prezenterami zostali Tomasz „CNE” Kleyff, Maciej „WSZ” Gnatowski i Filip „Rudanacja” Antonowicz, a w późniejszym czasie także Nina Cieślińska.
W lipcu 2017 roku, w związku z niskimi wynikami oglądalności, spółka ZPR Media poinformowała o złożeniu wniosku do Krajowej Rady Radiofonii i Telewizji o zmianę nazwy kanału na Eska Rock TV oraz zmianie profilu muzycznego na rockowy. 1 września tego samego roku kanał zakończył działalność i został zastąpiony przez stację Eska Rock TV.

## Profil stacji
W ofercie programowej kanału dostępne były utwory muzyczne z gatunków hip-hop, reggae, dancehall, R’n’B i dubstep, a także programy rozrywkowe i pasma tematyczne.

## Pasma
- Rap po godzinach
- Wstawaj z wyra
- Tony rymów
- Świeża dostawa
- Relacja święta
- Dycha sztosów